# Bible du Rabbinat
La Bible du Rabbinat est une traduction du Tanakh, de l'hébreu en français, publiée en 1899 (Pentateuque et premiers prophètes) et 1906 (derniers prophètes et Hagiographes). 
Ce travail fut entrepris sous la direction du grand rabbin de France Zadoc Kahn, qui fit appel à de nombreux hébraïsants comme Lazare Isidor ou Mayer Lambert. Zadoc Kahn mourut pendant la correction du second volume.

## Contenu
Pentateuque : Genèse (Gn) —  Exode (Ex) —  Lévitique (Lv)  —  Nombres (Nb)  —  Deutéronome (Dt).
Prophètes : Josué (Js) —  Livre des Juges (Jg) —  Samuel 1 (1S) —  Samuel 2 (2S) —  Rois 1 (1R) —  Rois 2 (2R) —  Isaïe (Es) —  Jérémie (Jr) —  Ézéchiel (Ez) —  Osée (Os) —  Joël (Jl) —  Amos (Am) —  Abdias/Obadia (Ab) —  Jonas (Jon) —  Michée (Mi) —  Nahoum (Na) —  Habacuc (Ha) —  Sophonie (So) —  Haggaï (Ag) —  Zacharie (Za) —  Malachie (Ma). 
Hagiographes : Psaumes (Ps) —  Proverbes (Pr) —  Job (Jb) —  Cantique des cantiques (Ct) —  Ruth (Rt) —  Lamentations (La) — L'Ecclésiaste ou le Qohélet (Ec) —  Esther (Est) —  Daniel (Da) —  Ezra (Esd) —  Néhémie (Ne) —  Chroniques 1 (1Ch) —  Chroniques 2 (2Ch).